# Aimee Wall
Aimee Wall é uma escritora e tradutora canadiana de Grand Falls-Windsor, Terra Nova e Labrador, cujo romance de estreia We, Jane foi indicado para o prémio Giller de 2021.
Wall já traduziu obras de Vickie Gendreau, Jean-Philippe Baril Guérard, Maude Veilleux e Alexie Morin.